# Абашидзе, Аслан Хусейнович
Аслан Хусейнович Абашидзе (18 ноября 1958 года, Аджария) — заслуженный юрист Российской Федерации, заслуженный деятель науки Российской Федерации, заведующий кафедрой международного права РУДН, профессор кафедры международного права МГИМО МИД России, доктор юридических наук. Вице-председатель Комитета ООН по экономическим, социальным и культурным правам, Председатель Комиссии международного права Российской Ассоциации содействия ООН, Член экспертного совета Высшей аттестационной комиссии при Минобрнауки России по праву, Советник Уполномоченного по правам человека в Российской Федерации.
Практическая деятельность юриста-международника А. Х. Абашидзе связана с реализацией полномочий в различных российских экспертных органах. Он является членом экспертного совета по международному праву при Председателях Государственной Думы и Совета Федерации Федерального Собрания РФ, членом Научно-консультативного Совета МИД России, членом Научно-консультативного совета при Верховном Суде Российской Федерации, членом Российского общественного Совета по международному сотрудничеству и публичной дипломатии при Общественной палате Российской Федерации, членом Исполкома Российской ассоциации международного права, членом Всемирной ассоциации международного права, членом Исполкома Внешнеполитической ассоциации, членом Европейской ассоциации международного права, Председателем Комиссии международного права Российской ассоциации содействия ООН, членом Комиссии по международно-правовой оценке событий вокруг Союзной Республики Югославии.
А. Х. Абашидзе является академиком Российской академии естественных наук, входит в редколлегии различных юридических журналов: «Международное право — Іnternational law», «Московский журнал международного права», «Вестник Российского университета дружбы народов» (серия: юридические науки), «Российско-азербайджанский журнал международного права», «Противодействие терроризму. Проблемы XXI века — Counter-Terrorism», Российский ежегодник международного права, журнал «Обозреватель-Observer», «Демократизация и права человека» (Узбекистан), «Молдавский журнал международного права и международных отношений» (Молдавия), «Legal concept» (Волгоград). 
Практическая работа профессора Абашидзе как дипломата связана с его участием в работе правозащитных органов ООН: с 2001 по 2006 гг. — помощник эксперта Подкомиссии ООН по поощрению и защите прав человека проф. В. А. Карташкина; с марта 2008 года по декабрь 2009 года — член Рабочей группы ООН по произвольным задержаниям (Специальная процедура Совета ООН по правам человека), а с 2010 по 2014 гг. — члены ЭКОСОС избрали профессора А. Х. Абашидзе членом Комитета по экономическим, социальным и культурным правам (договорный орган системы ООН по правам человека). В мае 2014 г. ЭКОСОС вновь избрал проф. А. Х. Абашидзе членом Комитета ООН по экономическим, социальным и культурным правам на срок до 2019 г.
16 апреля 2018 года в Нью-Йорке в ходе заседания ЭКОСОС по вопросам координации и управления состоялись выборы членов Комитета по экономическим, социальным и культурным правам (КЭСКП) — экспертного органа, осуществляющего функцию контроля за соблюдением государствами-участниками своих обязательств по Международному пакту об экономических, социальных и культурных правах. В Комитет был переизбран на новый четырёхлетний срок А. Х. Абашидзе. За это время он дважды избирался Вице-председателем Комитета.
Перу А. Х. Абашидзе принадлежит более 1100 научных работ, в том числе монографии и учебники, посвящённые международно-правовой защите прав человека, международному гуманитарному праву, праву внешних отношений, мирному разрешению международных споров, международному экологическому праву, международному морскому праву, международному уголовному праву, европейскому праву и т. д. Опубликовано более 15 статей в журналах, входящих базу данных Scopus. Труды опубликованы в России, Бразилии, Великобритании, Греции, Индии, Италии, Республике Корея, КНР, Сербии, США, Швеции, Финляндии, Армении, Азербайджане, Грузии, Казахстане.
Профессор А. Х. Абашидзе имеет большой опыт чтения лекций в России и за рубежом. Он выступал с лекциями в Институте прав человека Норвегии, Академии Або (Финляндия), Университете Гренобль Альпы (Франция), Институте международных отношений Салоники (Греция), Институте по гуманитарным проблемам в Сан-Ремо, Евразийском национальном университете им. Л. Н. Гумилёва (Астана, Казахстан), в Европейском Межуниверситетском Центре по правам человека и демократизации (Венеция, Италия), в Международном институте прав человека им. Рене Кассена (Страсбург, Франция), в Падуанском университете (Падуя, Италия) и др.

## Биография
Аслан Хусейнович Абашидзе родился 18 ноября 1958 года в Грузии в Аджарской АССР. В 1985 году окончил факультет экономики и права Университета дружбы народов им. Патриса Лумумбы по специализации «Международное право» с отличием, параллельно получил диплом переводчика с английского языка на русский язык. С 1985 по 1988 г.г. учился в очной аспирантуре на кафедре международного права. В 1988 году защитил кандидатскую диссертацию по теме «Защита прав меньшинств в ООН» (научн. рук. проф. И. П. Блищенко). В 1990—1992 гг. обучался в магистратуре Института им. Рауля Валенберга (Лундский университет, Швеция) и получил степень магистра по международному публичному праву (M.I.L., Lund, 10 January, 1992).
В 1997 г. защитил докторскую диссертацию по теме «Защита меньшинств по международному и внутригосударственному праву». Научный консультант — профессор И. П. Блищенко.
С 1988 года по сей день работает на кафедре международного права в Университете дружбы народов им. Патриса Лумумбы (ныне — Российский университет дружбы народов): сначала в должности ассистента (1988—1992 гг.), потом доцента (1992—1997 гг.), а с 1997 г. — профессора. Решением Министерства образования Российской Федерации от 4 мая 2000 г. (№ 146п) присвоено учёное звание профессора по международному праву. С 2001 г. является профессором кафедры международного права Московского государственного института международных отношений МИД России (МГИМО МИД России). C 24 ноября 2010 года — исполняющий обязанности заведующего кафедрой международного права юридического факультета РУДН, а с 30 мая 2011 г. заведующий кафедрой международного права РУДН. В 2016 г. он был переизбран на должность на срок 5 лет.
Абашидзе А. Х. внёс и продолжает вносить большой вклад в формирование и развитие молодых учёных. Среди молодых учёных кафедры международного права РУДН 7 защитили под руководством Абашидзе свои кандидатские диссертации (Белоусова А. А., Ильяшевич М. В., Кислицына Н. Ф., Киселёва Е. В., Копылов С. М., Мулюкова В. А. и Солнцев А. М.). При его активном участии была создана уникальная и единственная в России магистерская программа «Международная защита прав человека», реализуемая совместно РУДН и 8-ю российским вузами: МГИМО МИД РФ, Российский государственный гуманитарный университет, Казанский (Приволжский) федеральный университет, Пермский государственный национальный исследовательский университет, Воронежский государственный университет, Уральский федеральный университет имени первого Президента России Б. Н. Ельцина, Гуманитарный университет (г. Екатеринбург) и Уральский государственный юридический университет. Магистранты, обучающиеся по данной программе, получают в течение двух лет теоретические и практические знания в области защиты и поощрения прав человека на международном уровне. В 2012 г. стартовала магистерская программа «Международная защита прав человека» на английском языке. Уникальность данной программы состоит не только в том, что она является единственной на территории Российской Федерации, обучение по которой осуществляется на английском языке, но и в том, что магистранты имеют возможность слушать лекции, читаемые зарубежными лекторами, которые приезжают в Россию по приглашению юридического института РУДН. Магистерская программа получила международную аккредитацию от Международного агентства по обеспечению гарантий качества и аккредитации программ и ВУЗов — FIBAA (Австрия) — на максимально возможный срок — 5 лет. 
Также при кафедре международного права РУДН создан Центр исследования международно-правовых проблем Африки («African studies»), в работе которого принимают участие студенты, аспиранты и преподаватели кафедры. Данный Центр тесно сотрудничает с Институтом Африки Российской академии наук. Также под руководством проф. А. Х. Абашидзе создан Центр международного космического права, организована библиотека по международному космическому праву им. Г. П. Жукова.
Под руководством профессора Абашидзе А. Х. было защищено более 45 диссертаций на соискание степеней кандидата юридических наук по специальности 12.00.10 «Международное право. Европейское право», в том числе 9 иностранцев (Абугу Антони Ифеаничуку (Нигерия), Тчуандум Кончу Колетт (Камерун), Ахмед Мухамед Хамади (Йемен), Аль-Факи Гамиль Хизан Яхья (Йемен), Кебеде Гобена Геллан (Эфиопия), Аддису Гибреигзабхиер Абера (Эфиопия), Ишету Сефанит Кетема (Эфиопия), Зияд Захер Един (Сирия), Диало Сираба (Мали)) и две докторские диссертации.
Практическая работа профессора Абашидзе как юриста-международника и дипломата связана с его участием в работе правозащитных органов ООН: с 2001 по 2006 гг. — помощник эксперта Подкомиссии ООН по поощрению и защите прав человека проф. В. А. Карташкина; с марта 2008 года по декабрь 2009 года — член Рабочей группы ООН по произвольным задержаниям (Специальная процедура Совета ООН по правам человека), а с 2010 по 2014 гг. — члены ЭКОСОС избрали профессора А. Х. Абашидзе членом Комитета по экономическим, социальным и культурным правам (договорный орган системы ООН по правам человека). В мае 2014 г. ЭКОСОС вновь избрал проф. А. Х. Абашидзе членом Комитета ООН по экономическим, социальным и культурным правам на срок до 2019 г. За это время он дважды избирался Вице-председателем Комитета.
Практическая деятельность юриста-международника А. Х. Абашидзе связана с реализацией полномочий в различных российских экспертных органах. Он является членом Научно-консультативного Совета МИД России, членом Российского общественного Совета по международному сотрудничеству и публичной дипломатии при Общественной палате Российской Федерации, членом Исполкома Российской ассоциации международного права, членом Всемирной ассоциации международного права, членом Исполкома Внешнеполитической ассоциации, членом Европейской ассоциации международного права, Председателем Комиссии международного права Российской ассоциации содействия ООН, членом экспертного совета по международному праву при Председателях Государственной Думы и Совета Федерации Федерального Собрания РФ, членом Комиссии по международно-правовой оценке событий вокруг Союзной Республики Югославии. А. Х. Абашидзе является академиком Российской академии естественных наук, входит в редколлегии различных юридических журналов: «Международное право — Іnternational law», «Московский журнал международного права», «Вестник Российского университета дружбы народов» (серия: юридические науки), «Российско-азербайджанский журнал международного права», «Противодействие терроризму. Проблемы XXI века — Counter-Terrorism», Российский ежегодник международного права, журнал «Обозреватель-Observer», «Демократизация и права человека» (Узбекистан), «Молдавский журнал международного права и международных отношений» (Молдавия), «Legal concept» (Волгоград). В 2014 г. проф. А. Х. Абашидзе избран членом Высшей аттестационной комиссии (ВАК) при Министерстве образования и науки РФ по праву. 

## Научная деятельность
Область научных интересов: международное право. При его непосредственном участии опубликовано более 300 работ: монографии, учебные пособия, научные статьи, рецензии и другое.
Профессор А. Х. Абашидзе является соавтором и/или редактором авторитетных учебников и учебных пособий: International Law — A Russian Introduction / ed. by V.I. Kuznetsov, B.R. Tuzmukhamedov. The Netherlands, Utrecht, Eleven International Publishing, 2009; Региональные системы защиты прав человека: учеб. пособие / Отв. ред. А. Х. Абашидзе. — М: РУДН, 2012; Рекомендации методологического и практического характера по подготовке и осуществлению учебных программ по международно-правовым дисциплинам / авт.-сост. А. Х. Абашидзе, Е. С. Алисиевич, Е. В. Киселёва, А. М. Солнцев. М., 2013; Международное космическое право: учебник / под ред. Г. П. Жукова, А. Х. Абашидзе. — М: РУДН, 2014; Абашидзе А. Х., Конева А. Е. Договорные органы по правам человека : учебное пособие. 2-е изд., перераб. и доп. — М: РУДН, 2015; Абашидзе А. Х., Конева А. Е., Солнцев А. М. Международная защита экономических, социальных и культурных прав человека : программа курса. — М: РУДН, 2015; Абашидзе А. Х., Ананидзе Ф. Р., Солнцев А. М. Международно-правовые основы защиты меньшинств и коренных народов : учебник. — М: РУДН, 2015; Абашидзе А. Х., Чистоходова И. А. Дипломатическое и консульское право: учеб. пособие. — М: РУДН, 2015; Право Европейского Союза : учебник и практикум для бакалавриата и магистратуры / под ред. А. Х. Абашидзе, А. О. Иншаковой. — М: Издательство Юрайт, 2016; Международное право. Мирное разрешение споров : учеб. пособие для бакалавриата и магистратуры / А. Х. Абашидзе, А. М. Солнцев. — 3-е изд., испр. и доп. — М: Издательство Юрайт, 2016; Права человека и вызовы XXI века: учебное пособие / под. ред. А. Х. Абашидзе. — М: РУДН, 2016; Право международных организаций: учебник / под ред. А. Х. Абашидзе. М., 2016.
Результатом сотрудничества кафедры международного права РУДН и кафедры международного права Евразийского национального университета им. Л. Н. Гумилёва в 2013 г. стал учебник в двух томах «Международное право» на русском языке, в 2016 г. этот двухтомник был издан на казахском языке.
Является автором и соавтором целого ряда монографий: Абашидзе А. X. Защита прав меньшинств по международному и внутригосударственному праву. М., 1996; Абашидзе А. Х. Аджария: история, дипломатия, международное право. М., 1998; Абашидзе А. X., Урсин Д. А. Неправительственне организации: Международно-правовые аспекты: Учебное пособие. М., 2002; Абашидзе А. X., Шавырина Т. Г. Латинские юридические термины и выражения: Словарь-справочник. М., 2005; Customary International Humanitarian Law / Ed. by Jean-Marie Henckaerts, Louise Doswald-Beck. Cambridge University Press, 2005 (обзор по России); Абашидзе А. X., Алисиевич Е. Европейская конвенция о защите прав человека и основных свобод. М., 2007; Абашидзе А. X., Фёдоров М. В. Право внешних сношений. М., 2009; Организация Объединённых Наций и защита прав человека: Монография / под ред. А. Х. Абашидзе. М.: РУДН, 2009; Киселёва Е. В., Абашидзе А. Х. Международное право и безвизовый режим между Россией и ЕС. Германия, Саарбрюккен, LAP LAMBERT Academic Publishing, 2010; Abashidze A. The Complementary Role of General Comments in Enhancing the Implementation of Treaty Bodies' Recommendations and Views (the Example of CESCR) // New Challenges for the UN Human Rights Machinery. What Future for the UN Treaty Body System and the Human Rights Council Procedures? / Edited by: M. Cherif Bassiouni, William A. Schabas — Antwerp: Intersentia Publishers, 2011; Абашидзе А. Х., Ильяшевич М. В. Односторонние акты государств: вопросы теории и практики. Монография — Воронеж: Наука-Юнипресс, 2013; Абашидзе А. Х., Гольтяев А. О. Универсальные механизмы защиты прав человека. — М: ЮНИТИ-ДАНА, 2013; ООН — универсальный центр координации по поощрению защиты прав и свобод человека: коллективная монография. Монография / под общ. ред. А. Х. Абашидзе, Р. В. Нигматуллина — Уфа: БашГУ, 2015.
Проф. А. Х. Абашидзе часто выступает на телевидении и публикуется в прессе в Российских и иностранных СМИ по актуальным проблемам международного права.
Является инициатором уникального проекта опубликования на русском языке международных экологических соглашений с комментариями. В настоящее время вышли 3 из 12 выпусков: Абашидзе А. Х., Солнцев А. М., Сотников Ф. И. Международное экологическое право: Сборник документов. Вып. I. Основные документы ООН. М.: РУДН, 2007.- 114 с.; Абашидзе А. Х., Васильев Ю. Г., Солнцев А. М. Международное экологическое право: Документы и комментарии. Вып. II. Защита окружающей среды во время вооружённых конфликтов. М.: РУДН, 2009.- 103 с.; Абашидзе А. Х., Васильев Ю. Г., Солнцев А. М. Международное экологическое право: Документы и комментарии. Вып. III. Экологические права человека. — М.: РУДН, 2010. — 220 с.
В 2012 г. был начат проект региональных международно-правовых исследований. В настоящее время уже вышли публикации об Африке и Латинской Америке: Актуальные вопросы международного права в Африке : материалы круглого стола X ежегодной Всероссийской научно-практической конференции «Актуальные проблемы современного международного права», посвящённой памяти профессора И. П. Блищенко. Москва, 12 октября 2012 г./ отв. ред. А. Х. Абашидзе, Е. В. Киселёва, А. М. Солнцев. — М: РУДН, 2012. — 310 С.; Международно-правовые проблемы в Африке: материалы круглого стола XI ежегодной международной научно-практической конференции «Актуальные проблемы современного международного права», посвящённой памяти профессора И. П. Блищенко. Москва, 12 апреля 2013 г. / отв. ред. А. Х. Абашидзе, Е. В. Киселёва, А. М. Солнцев . — М: РУДН, 2014. — 291 С.; Международно-правовые проблемы Африки: материалы круглого стола XII ежегодной Международной научно-практической конференции «Актуальные проблемы современного международного права», посвящённой памяти профессора И. П. Блищенко. Москва, 11 апреля 2014 г. / отв. ред. А. Х. Абашидзе, Е. В. Киселёва, А. М. Солнцев. — М: РУДН, 2015. — 187 С.; Международно-правовые проблемы Африки : материалы круглого стола XIII Международного конгресса «Блищенковские чтения» / отв. ред. А. Х. Абашидзе, Е. В. Киселёва, А. М. Солнцев. — М: РУДН, 2015. — 161 С.; Латинская Америка и международное право. Монография / под ред. А. Х. Абашидзе, А. М. Солнцева — М: РУДН, 2017;
Под руководством профессора Абашидзе А. Х. были защищены следующие диссертации на соискание степеней кандидата юридических наук по специальности 12.00.10 «Международное право. Европейское право»:
РУДН
Абугу Антони Ифеаничуку (Нигерия) — «Превентивная дипломатия и её реализация в современном международном праве». М., РУДН. 2000 г.
Дударев Александр Владимирович (Россия) — «Нотариат: аспекты международного и национального права». М., РУДН. 2000 г.
Тчуандум Кончу Колетт (Камерун) — «Ратификация международных договоров в практике республики Камерун». М., РУДН. 2000 г.
Воробьёва Наталья Григорьевна (Россия) — «Международные соглашения Всемирной Торговой Организации о мерах по защите экономических интересов государств». М., РУДН. 2000 г.
Урсин Дмитрий Александрович (Россия) — «Международные неправительственные организации и прогрессивное развитие международного права». М., РУДН. 2000 г.
Сорокина Елена Яновна (Россия) — «Международно-правовые аспекты сотрудничества государств в области налогообложения». М., РУДН. 2000 г.
Ахмед Мухамед Хамади (Йемен) — «Международно-правовые стандарты в области труда и проблемы их имплементации в республике Йемен». М., РУДН. 2000 г.
Пушкарёв Игорь Сергеевич (Россия) — «Международно-правовые вопросы деятельности форума Азиатско-Тихоокеанского Экономического Сотрудничества». М., РУДН. 2000 г.
Арсентьев Юрий Анатольевич (Россия) — «Международные организационно-правовые механизмы кредитования и финансирования и Российская Федерация». М., РУДН. 2000 г.
Аль-Факи Гамиль Хизан Яхья (Йемен) — «Дипломатические и консульские меры по защите прав граждан за рубежом». М., РУДН. 2001 г.
Горбунов Станислав Николаевич (Россия) — «Права коренных народов на благоприятную окружающую среду». М., РУДН. 2001 г.
Боженко Валерия Алексеевна (Россия) — «Международно-правовые основы участия России в урегулировании вооружённых конфликтов на территории Содружества Независимых государств». М., РУДН. 2001 г.
Потапова Наталия Александровна (Россия) — «Международно-правовые проблемы охраны культурных ценностей и законодательства Российской Федерации». М., РУДН. 2001 г.
Кебеде Гобена Геллан (Эфиопия) — «Международно-правовые вопросы проведения операций по поддержанию мира в Африке». М., РУДН. 2001 г.
Аддису Гибреигзабхиер Абера (Эфиопия) — «Соотношение международного и внутригосударственного права (на примере Эфиопии)». М., РУДН. 2002 г.
Васильев Юрий Газимович (Россия) — «Институт выдачи преступников (экстрадиции) в современном международном праве». М., РУДН. 2003 г.
Саркисян Марьяна Александровна (Россия) — «Международный терроризм как преступное деяние по международному праву». М., РУДН. 2003 г.
Николаев Владимир Викторович (Россия) — «Охрана окружающей среды в Европейском Союзе: право, политика, дипломатия». М., РУДН. 2004 г.
Ишету Сефанит Кетема (Эфиопия) — «Роль международно-правовых средств в разрешении Эфиопско-Эритрейского конфликта». М., РУДН. 2004 г.
Гусова Залина Маратовна (Россия) — «Международно-правовые вопросы деятельности Организации стран-экспортёров нефти (ОПЕК)». М., РУДН. 2004 г.
Шаов Ибрагим Капланович (Россия) — «Международный правопорядок и пути его совершенствования». М., РУДН. 2004 г.
Сорокина Юлия Сергеевна (Россия) — «Проблемы международно-правового регулирования торговли квотами на выбросы парниковых газов». М., РУДН. 2004 г.
Панова Екатерина Викторовна (Россия) — «Международно-правовые основы деятельности Комитета по правам человека». М., РУДН. 2005 г.
Чистоходова Ирина Александровна (Россия) — «Международно-правовой статус и функции зарубежных представительств государств и международных межправительственных организаций». М., РУДН. 2005 г.
Додонова Светлана Викторовна (Россия) — «Международно-правовые основы укрепления системы коллективной безопасности». М., РУДН, 2006 г.
Дадуани Арсен Гивиевич (Россия) — «Роль Организации Объединённых Наций в содействии демократии (международно-правовые аспекты)». М., РУДН, 2006 г.
Киселёва Екатерина Вячеславовна (Россия) — «Международно-правовые предпосылки установления безвизового режима между Российской Федерацией и Европейским Союзом». М., РУДН, 2007 г.
Солнцев Александр Михайлович (Россия) — «Роль международных судебных учреждений в разрешении международных экологических споров». М., РУДН, 2008.
Арутюнян Давид Генрикович (Россия) — «Деятельность Генерального секретаря Организации Объединённых Наций по развития международного права». М., РУДН, 2009.
Антонова Инна Валерьевна (Россия) — «Современные международно-правовые проблемы деятельности ФАО». М., РУДН, 2009.
Зияд Захер Един (Сирия) — «Исламская концепция борьбы с международным терроризмом». М., РУДН, 2010.
Семкина Юлия Николаевна (Россия) — «Посредничество как международно-правовое средство мирного разрешения споров». М., РУДН, 2010.
Дроздов Руслан Николаевич (Россия) — «Международно-правовые формы сотрудничества Совета Европы и Европейского Союза». М., РУДН, 2010.
Кислицына Наталия Феликсовна (Россия) — «Развитие системы международного права на современном этапе». М., РУДН, 2010.
Елисеев Роман Анатольевич (Россия) — «Международное уголовное право: особенности правореализации». М., РУДН, 2011.
Глухенький Сергей Хабирович (Россия) — «Негосударственные субъекты в современном международном праве». М., РУДН, 2011
Суржин Александр Сергеевич (Россия) — «Международно-правовой режим Чёрного моря (включая Азово-Керченскую акваторию и черноморские проливы)». М., РУДН, 2011 (научный руководитель Колодкин А. Л.)
Копылов Станислав Михайлович (Россия) — «Международно-правовые аспекты предупреждения негативных экологических последствий хозяйственной деятельности в Антарктике». М., РУДН, 2011
Дадуани Тимур Гивиевич (Россия) — «Проблемы совершенствования международно-правовых средств борьбы с актами геноцида». М., РУДН, 2012
Диалло Сираба (Мали) — «Африканская система защиты прав человека и народов». М., РУДН, 2013
Белоусова Анастасия Александровна (Россия) — «Право на здоровье в современном международном праве». М., РУДН, 2015.
МГИМО МИД России
Султанов Эрнест Шамилевич (Россия) — «Международно-правовые аспекты деятельности Организации Исламская Конференция». М., 2005.
Ильяшевич Марианна Викторовна (Россия) — «Односторонние акты государств, порождающие международно-правовые последствия». М., 2011
Маличенко Владислав Сергеевич (Россия) — «Международно-правовые механизмы обеспечения безопасности обращения лекарственных средств». М., 2015.
Профессор Абашидзе А. Х. выступал научным консультантом по следующим диссертациям, представленным на соискание доктора юридических наук по специальности 12.00.10 «Международное право. Европейское право»:
Раджабов Саитумбар Адинаевич (Таджикистан) — «Имплементация норм международного гуманитарного права в Республике Таджикистан». М., РУДН, 2008.
Смбатян Анаит Сергеевна (Россия) — «Решения органов международного правосудия и их роль в укреплении международного правопорядка». М., РУДН, 2014.
- Проблемы установления уголовной ответственности юридических лиц в современном международном праве / Абашидзе А.Х., Агейченко К.В. / Современное право. 2010. № 12. С. 151-154.
- Состояние нищеты - нарушение прав и свобод человека / Абашидзе А.Х., Конева А.Е. / Вестник Российского университета дружбы народов. Серия: Юридические науки. 2011. № 4. С. 129-139.
- Защита прав и свобод человека в соответствии с международно-правовыми стандартами в условиях новых реалий глобализирующегося мира / Абашидзе А.Х., Клишас А.А. / Вестник Российского университета дружбы народов. Серия: Юридические науки. 2013. № 2. С. 251-255.
- Международно-правовые основы защиты прав пожилых людей / Абашидзе А.Х., Маличенко В.С. / Успехи геронтологии. 2014. Т. 27. № 1. С. 11-17.